# Ravnica (Prozor-Rama, BiH)
Ravnica  je naseljeno mjesto u općini Prozor-Rama, Federacija Bosne i Hercegovine, BiH.

## Stanovništvo

### 1991.
Nacionalni sastav stanovništva 1991. godine, bio je sljedeći:
ukupno: 42
- Muslimani - 42

### 2013.
Nacionalni sastav stanovništva 2013. godine, bio je sljedeći:
ukupno: 21
- Hrvati - 13
- Bošnjaci - 7
- ostali, neopredijeljeni i nepoznato - 1